# Los Barrios de Bureba
Los Barrios de Bureba ist ein Ort und eine Gemeinde (municipio) mit 178 Einwohnern (Stand: 2024) im Osten der Provinz Burgos in der Autonomen Gemeinschaft Kastilien und León.

## Lage und Klima
Die Gemeinde Los Barrios de Bureba liegt am Río Oca knapp 60 km (Fahrtstrecke) nordöstlich der Provinzhauptstadt Burgos in einer Höhe von ca. 635 m; Logroño in der Region La Rioja bzw. Vitoria-Gasteiz im Baskenland sind ca. 100 bzw. gut 80 km in südöstlicher bzw. nordöstlicher Richtung entfernt. Das Klima ist gemäßigt bis warm; Regen (ca. 705 mm/Jahr) fällt übers Jahr verteilt.

## Bevölkerungsentwicklung
| Jahr      | 1857 | 1900 | 1950 | 2000 | 2017 |
| Einwohner | 420  | 417  | 465  | 266  | 202  |

Die Mechanisierung der Landwirtschaft und die Aufgabe bäuerlicher Kleinbetriebe haben in der zweiten Hälfte des 20. Jahrhunderts zu einem Mangel an Arbeitsplätzen und zu einer Abwanderung eines Teils der Bevölkerung in die Städte geführt (Landflucht). Zur Gemeinde gehören auch die jeweils etwa 15 bis 30 Einwohner zählenden Weiler (pedanías) Barrio de Díaz Ruiz, Las Vesgas, Solduengo und Terrazos.

## Wirtschaft
Die Region ist seit Jahrhunderten wesentlich von der Landwirtschaft geprägt; große Bedeutung hat der Obstbau. Der Tourismus (Vermietung von Ferienwohnungen) spielt nur eine untergeordnete Rolle.

## Geschichte
Funde aus keltischer, römischer, westgotischer und selbst aus islamisch-maurischer Zeit wurden auf dem Gemeindegebiet bislang nicht gemacht. Man nimmt an, dass die Gründung des Ortes auf den zweiten Grafen Kastiliens, Diego Rodríguez Porcelos (reg. 873–885), zurückgeht. Die erste urkundliche Erwähnung des Ortsnamens stammt jedoch erst aus dem Jahr 1102.

## Sehenswürdigkeiten
Los Barrios de Bureba

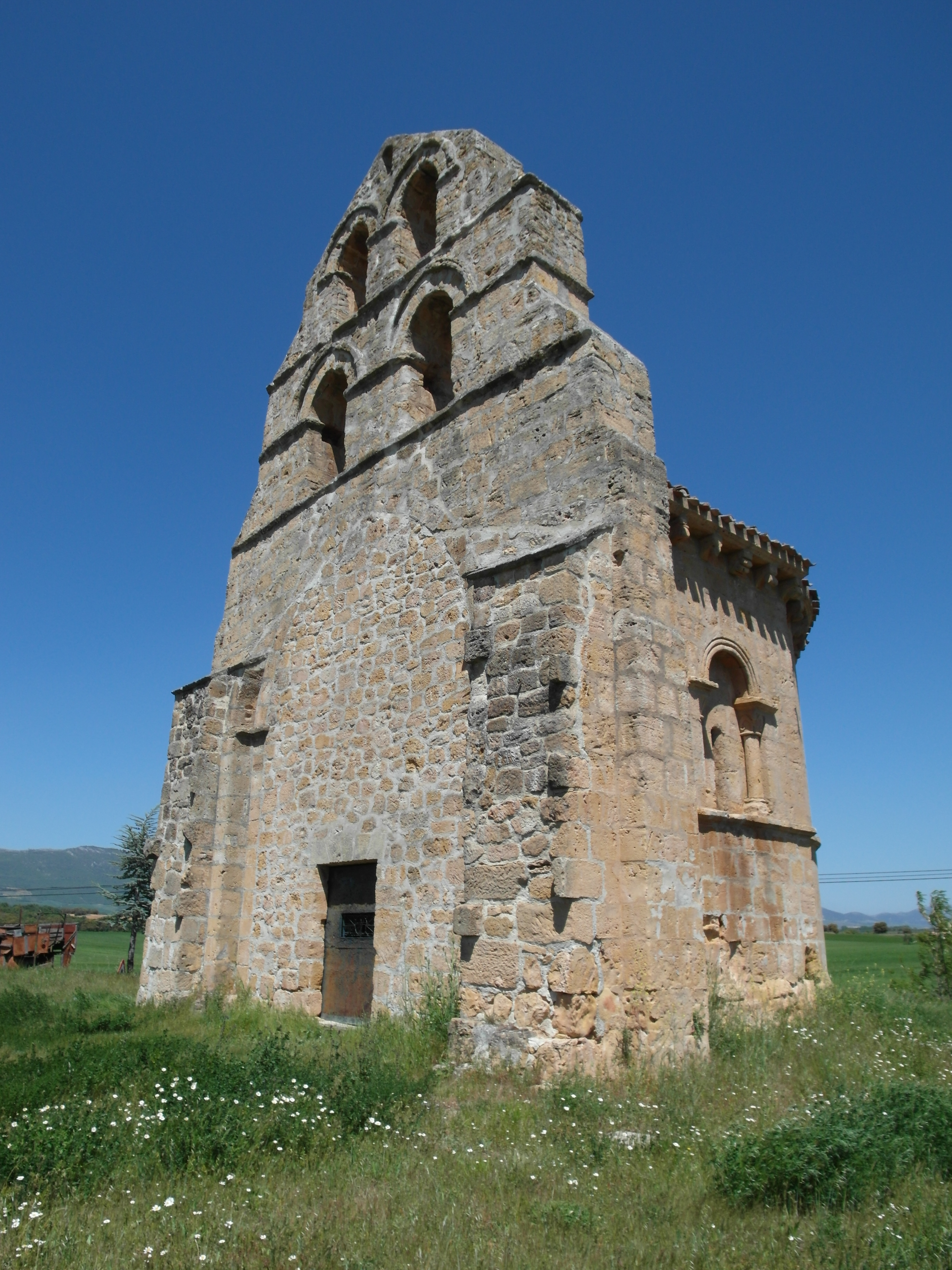
Ermita de San Facundo

- Die Iglesia de San Pedro stammt aus dem 15. Jahrhundert. Der mächtige, in späterer Zeit um ein Glockengeschoss erhöhte Turm könnte zu einer ehemaligen Festung gehört haben.
- Etwa 800 m nordöstlich steht die kleine, aber größtenteils aus exakt behauenen Steinen errichtete romanische Ermita de San Facundo, deren wie abgeschnitten wirkende Westfassade von einem vierteiligen Glockengiebel (espadaña) überragt wird. Wahrscheinlich war die Kirche deutlich größer geplant und tatsächlich sind ein großer Chorbogen sowie die Maueransätze der Langhauswände noch deutlich zu erkennen.[7]

Barrio de Díaz Ruiz
- Die örtliche Pfarrkirche birgt das Alabaster-Grab von Juan de Velasco und seiner Frau.[8]

Solduengo
- Die Iglesia de Santa María wurde schon um das Jahr 1000 erwähnt; die heutige Kirche stammt jedoch aus dem 15. Jahrhundert.[9]